# Laer (Germania)
Laer (IPA: [laːr]; in basso tedesco Laor) è un comune di 6 668 abitanti della Renania Settentrionale-Vestfalia, in Germania.
Appartiene al distretto governativo di Münster e al circondario di Steinfurt.